# Praeplanctonia
Praeplanctonia es un género de foraminífero bentónico de la familia Praeplanctonidae, de la superfamilia Praeplanctonioidea, del suborden  Buliminina y del orden Buliminida. Su especie-tipo es Praeplanctonia globifera. Su rango cronoestratigráfico abarca el Albiense superior (Cretácico inferior).

## Discusión
Clasificaciones previas hubiesen incluido Praeplanctonia en el suborden Rotaliina del orden Rotaliida.

## Clasificación
Praeplanctonia incluye a las siguientes especies:
- Praeplanctonia globifera †
- Praeplanctonia quasiplanctonica †